# Ralf Regenbogen
Ralf Regenbogen (* 24. März 1960 in Wanne-Eickel, heute zu Herne) ist ein ehemaliger deutscher Fußballspieler.

## Karriere
Die Karriere des gelernten Maschinenschlossers begann im Herrenbereich in der Saison 1977/78 beim drittklassigen Amateurligisten DSC Wanne-Eickel. Mit dem Verein wurde Ralf Regenbogen Meister der Verbandsliga Westfalen und schaffte in der Aufstiegsrunde den Sprung in die 2. Bundesliga Nord. Sein Zweitligadebüt gab er am 1. Spieltag (30. Juli 1978), als er im Spiel gegen Hannover 96 (2:4) in der 80. Minute von Trainer Günter Luttrop eingewechselt wurde. In zwei Spielzeiten erzielte er zwei Tore in 24 Einsätzen. 1980 stieg er mit seinem Verein in die Oberliga Westfalen ab. Dort schaffte er dann den Durchbruch und wurde zum Torjäger. Abgesehen von einer Spielzeit bei der SpVgg Erkenschwick (1982/83) spielte er bis 1985 für Wanne-Eickel.
Von 1985 bis 1987 spielte er dann beim FC Schalke 04 in der Fußball-Bundesliga. In diesem Zeitraum erzielte er drei Tore in 29 Spielen, konnte sich aber gegen die Konkurrenz im Angriff nicht durchsetzen. In der Saison 1986/87 wechselte er zum damaligen Zweitligaaufsteiger Rot-Weiss Essen und blieb dort als Fixpunkt im Sturm bis 1991. Seine Zweitligabilanz: 153 Spiele mit 45 Toren. Nach dem Essener Zwangsabstieg 1990/91 spielte er ab 1991 wieder für den DSC Wanne-Eickel in der Oberliga Westfalen, der Verein stieg jedoch 1993 in die Verbandsliga ab.
In der Saison 1996/97 gab er nach langer Abwesenheit aus dem Profifußball für ein Spiel ein Comeback beim FC Schalke 04, der zu dem Zeitpunkt Personalnot hatte. Eigentlich spielte er zu dieser Zeit bei der Schalker Amateurmannschaft.